# Jan Žídek
Jan Žídek (* 4. července 1985 Opava) je bývalý český profesionální fotbalista, který hrával na pozici středního obránce. Svoji hráčskou kariéru ukončil v prosinci 2023 v Karviné. Většinu své kariéry strávil v SFC Opava.

## Klubová kariéra
Jan Žídek pochází z Oldřišova, svoji kariéru však začal v SFC Opava. Prošel mládežnickými týmy, probojoval se až do A-mužstva. V dobách existenčních problémů klubu však musel, spolu s mnohými spoluhráči odejít. Zamířil do rodného Oldřišova, kde však strávil pouze půl roku.
V sezóně 2005/06 hrál SFC Opava pouze krajský přebor a její bývalé opory, včetně Žídka, se začaly vracet. Po dominanci v 5. nejvyšší soutěži odkoupil klub práva na 2. ligu od kroměřížské Hanácké Slavie, odkud měl ambice postoupit zpět do nejvyšší soutěže. Po dvou sezónách v druhé lize ale vznikl na místě stopera přetlak, takže byl Žídek uvolněn na hostování do Dolního Benešova, hrajícího Moravskoslezskou fotbalovou ligu.
Po konci hostování, při kterém klub sestoupil do Divize E, s ním nepočítali ani v opavském klubu, a tak se, opět, vrátil do rodného Oldřišova. V týmu, který v té době hrál Moravskoslezský přebor, zůstal dvě sezóny, pak odešel na půlroční hostování s opcí zpátky do Dolního Benešova, odkud později zamířil do Realu Lískovec.
V klubu z Frýdku-Místku strávil jeden a půl roku, tým bojoval o postup do MSFL, nicméně neúspěšně. Žídek svými výkony však oslnil trenéra MFK Frýdku-Místku Milana Duhana, bývalého prvoligového záložníka. Nejprve v klubu hostoval, po půlroku však do týmu hrající 3. nejvyšší soutěž přestoupil a podepsal dvouletou smlouvu.
Žídek se zabydlel v základní sestavě a netrvalo dlouho a začaly se o něj kluby z vyšších soutěží. Dostal nabídku i ze Spartaku Trnava, nicméně jeho prioritou byl návrat do svého mateřského klubu, SFC Opava.
V létě roku 2015 tedy přestoupil do druholigové Opavy. Již v první sezóně se stal součástí základní sestavy a na konci roku 2016 se stal kapitánem klubu. V sezóně 2016/17 Slezský fotbalový klub bojoval o postup do nejvyšší soutěže do posledních kol se Sigmou Olomouc a se svým největším rivalem, Baníkem Ostrava. Nakonec skončila na třetí příčce, o bod za Baníkem, a tak klub musel na postup ještě rok počkat. V téže sezóně se klub probojoval až do finále českého poháru, při své pouti vyřadil čtyři prvoligová mužstva: 1. FC Slovácko, FC Viktoria Plzeň, FC Zbrojovka Brno a FK Mladá Boleslav. V zápase proti Viktorii Plzeň vstřelil Jan Žídek vítěznou branku, když v závěru utkání překvapivě proměnil přímý kop z poloviny hřiště. Ve finále hraném 17. května 2017 na Andrově stadionu v Olomouci pak podlehl 0:1 FC Fastavu Zlín.
V sezóně 2017/18 se Slezský FC Opava po 13 letech opět probojoval do 1. ligy, když se ziskem 63 bodů ovládli Fortuna národní ligu o 5 bodů před 1. FK Příbram. Vinou zranění však debutoval v první lize až 27. října 2018 při vítězství 5:0 nad Příbramí. V době jeho debutu mu bylo 33 let, 3 měsíce a 23 dní.
V létě 2022 přestoupil Žídek do druholigové Karviné a ve své první sezóně jí pomohl zpět mezi elitu. V létě 2023 s klubem prodloužil smlouvu a znovu nakouknul do české nejvyšší soutěže. Během podzimní části sezóny 2023/24 ale kvůli potížím s kolenem neodehrál ani minutu a v prosinci 2023 se rozhodl ukončit svou hráčskou kariéru.

## Statistiky
K 3. říjnu 2020
| Klub          | Sezóna  | Liga         | Liga   | Liga | Národní pohár | Národní pohár | Ostatní | Ostatní | Celkem | Celkem |
| Klub          | Sezóna  | Division     | Zápasy | Góly | Zápasy        | Góly          | Zápasy  | Góly    | Zápasy | Góly   |
| ------------- | ------- | ------------ | ------ | ---- | ------------- | ------------- | ------- | ------- | ------ | ------ |
| Frýdek-Místek | 2012/13 | MSFL         | 2      | 1    | 0             | 0             | —       | —       | 2      | 1      |
| Frýdek-Místek | 2013/14 | FNL          | 28     | 2    | 1             | 1             | —       | —       | 29     | 3      |
| Frýdek-Místek | 2014/15 | FNL          | 27     | 1    | 2             | 0             | —       | —       | 29     | 1      |
| Frýdek-Místek | Celkem  | Celkem       | 57     | 4    | 3             | 1             | —       | —       | 60     | 5      |
| SFC Opava     | 2015/16 | FNL          | 23     | 2    | 2             | 0             | —       | —       | 25     | 2      |
| SFC Opava     | 2016/17 | FNL          | 26     | 2    | 5             | 2             | —       | —       | 31     | 4      |
| SFC Opava     | 2017/18 | FNL          | 22     | 3    | 1             | 0             | —       | —       | 23     | 3      |
| SFC Opava     | 2018/19 | Fortuna:Liga | 21     | 1    | 1             | 0             | —       | —       | 22     | 1      |
| SFC Opava     | 2019/20 | Fortuna:Liga | 32     | 3    | 2             | 0             | —       | —       | 34     | 3      |
| SFC Opava     | 2020/21 | Fortuna:Liga | 6      | 1    | 0             | 0             | —       | —       | 6      | 1      |
| SFC Opava     | Celkem  | Celkem       | 130    | 12   | 11            | 2             | —       | —       | 141    | 14     |
| Celkem        | Celkem  | Celkem       | 187    | 16   | 14            | 3             | —       | —       | 201    | 19     |